# På de syv have
På de syv have er en dokumentarfilm fra 1966 instrueret af Ole Roos efter eget manuskript.

## Handling
Filmens udgangspunkt er søfartens rolle i den verdensomspændende vareudveksling, og dens formål er at give et indtryk af dansk skibsfarts fornemme placering.